# Campionato mondiale giovanile di scherma 1970
Il Campionato mondiale juniores di scherma del 1970 ("1970 World Juniors Fencing Championships") è stato organizzato dalla Federazione internazionale della scherma e si è svolto a Minsk in Bielorussia dal 27 al 30 marzo.
Nel fioretto, si sono aggiudicati i titoli del campionato mondiale il tedesco Harald Hein, che ha battuto in finale il sovietico Arkadiy Volochine, e la sovietica Valentina Nikonova che ha avuto la meglio sulla sovietica Valentina Burochkina.
Nella spada il sovietico Boris Lukomsky ha battuto in finale il norvegese Jeppe Normann, ottenendo il titolo mondiale juniores maschile.
Nella sciabola il sovietico Peter Renski prevale sul magiaro György Varga.

## Podi

### Uomini
| Specialità  | Oro            | Argento           | Bronzo           |
| Individuali |                |                   |                  |
| Fioretto    | Harald Hein    | Arkadiy Volochine | Andrzej Kalinski |
| Spada       | Boris Lukomsky | Jeppe Normann     | Ashot Karagyan   |
| Sciabola    | Peter Renski   | György Varga      | Anatoli Komar    |

### Donne
| Specialità  | Oro                | Argento              | Bronzo      |
| Individuali |                    |                      |             |
| Fioretto    | Valentina Nikonova | Valentina Burochkina | Jutta Höhne |

## Medagliere
| Pos.   | Nazione          | Oro | Argento | Bronzo | Totale |
| ------ | ---------------- | --- | ------- | ------ | ------ |
| 1      | Unione Sovietica | 3   | 2       | 2      | 7      |
| 2      | Germania         | 1   | 0       | 1      | 2      |
| 3      | Ungheria         | 0   | 1       | 0      | 1      |
| 3      | Norvegia         | 0   | 1       | 0      | 1      |
| 5      | Polonia          | 0   | 0       | 1      | 1      |
| Totale | Totale           | 4   | 4       | 4      | 12     |